# Brasserie Trio
Das Brasserie Trio ist ein italienisches Jazzensemble.
Das Brasserie Trio trat zum ersten Mal beim Jazz Festival Moers im Jahre 1992 auf. Es besteht aus den Multiinstrumentalisten Alberto Mandarini (Trompete), Lauro Rossi (Posaune) und Carlo Actis Dato (Saxophone).
Das Repertoire der Band besteht aus Elementen des Free Jazz bis zu orientalischer Musik; ebenso werden Einflüsse der afrikanischen und italienischen (Tarantella) Volksmusik verarbeitet. Neben der ernsthaften musikalischen Absicht fließen Elemente des Humors und visuelle Darstellungsmomente in die Bühnenshow ein. Das Brasserie Trio trat bei mehreren europäischen Jazz-Festivals auf, außerdem spielte es, da es ohne Verstärkeranlage auskommt, an unüblichen Plätzen wie im Wald von Mülhausen, in einer alten Abtei in Le Mans und in einem Supermarkt in Grenoble.
Alberto Mandarini, Claudio Rossi und Carlo Actis Dato sind gleichzeitig Mitglieder des Italian Instabile Orchestra und haben an Aufnahmen der Jazzband Enten Eller sowie an Platten von Enrico Fazio und Guido Mazzon mitgewirkt.

## Diskografie
- Musique Mechanique (Leo Records, 1999)